# 捷佩里夫卡
49°18′7″N 27°25′17″E / 49.30194°N 27.42139°E
泰佩里夫卡（烏克蘭語：Теперівка）是位於烏克蘭西部的村莊，由赫梅利尼茨基州裡赫梅利尼茨基區的德拉日尼亞市鎮負責管轄。該村始建於1924年，面積1.46平方公里，海拔高度332米，2001年人口540，人口密度每平方公里371.1人。

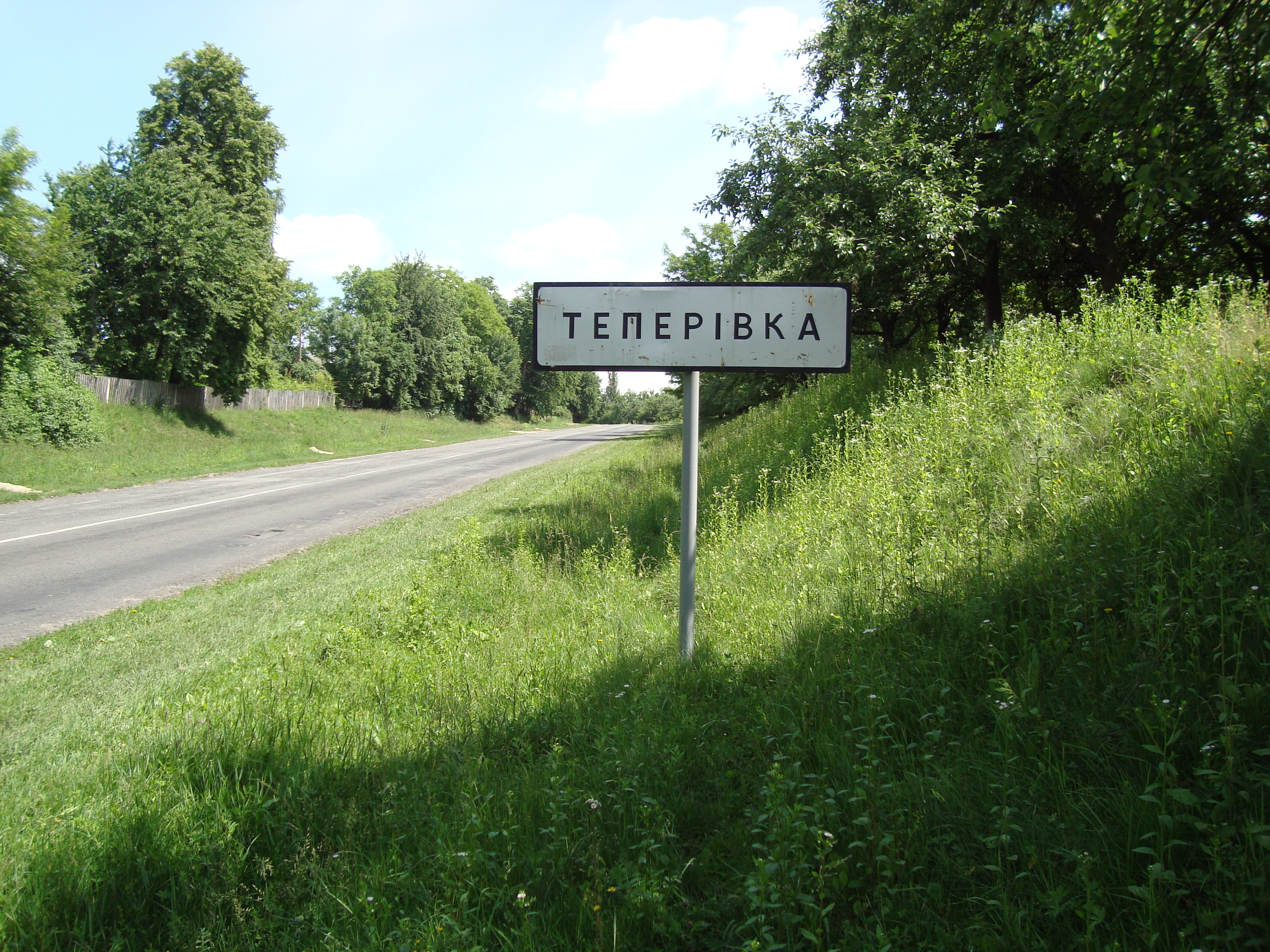